# Gabi Kubach
Gabi Kubach, née le 19 octobre 1944 à Griebenow, est une réalisatrice allemande.

## Biographie
Gabi Kubach a travaillé essentiellement pour la télévision, tournant de nombreux téléfilms à partir de la fin des années 1970. Elle a réalisé deux longs métrages sortis en 1982 et 1984.

## Filmographie
- 1980 : Rendez-vous à Paris
- 1984 : Trauma